# 芳野法一
芳野 法一（よしの のりいち、1943年4月8日 -）は、日本のボート競技（ローイング競技）選手。東京都荒川区日暮里生まれ。

## 経歴
兄の芳野満彦は渡部恒明とともにマッターホルン北壁の日本人初登攀を達成した登山家。早稲田大学在籍中に1964年東京オリンピックへと出場し、かじ付きフォアのコックスを務めた。